# Cerro Branco
Cerro Branco est une municipalité brésilienne située dans l'État du Rio Grande do Sul.